# Kraňsko

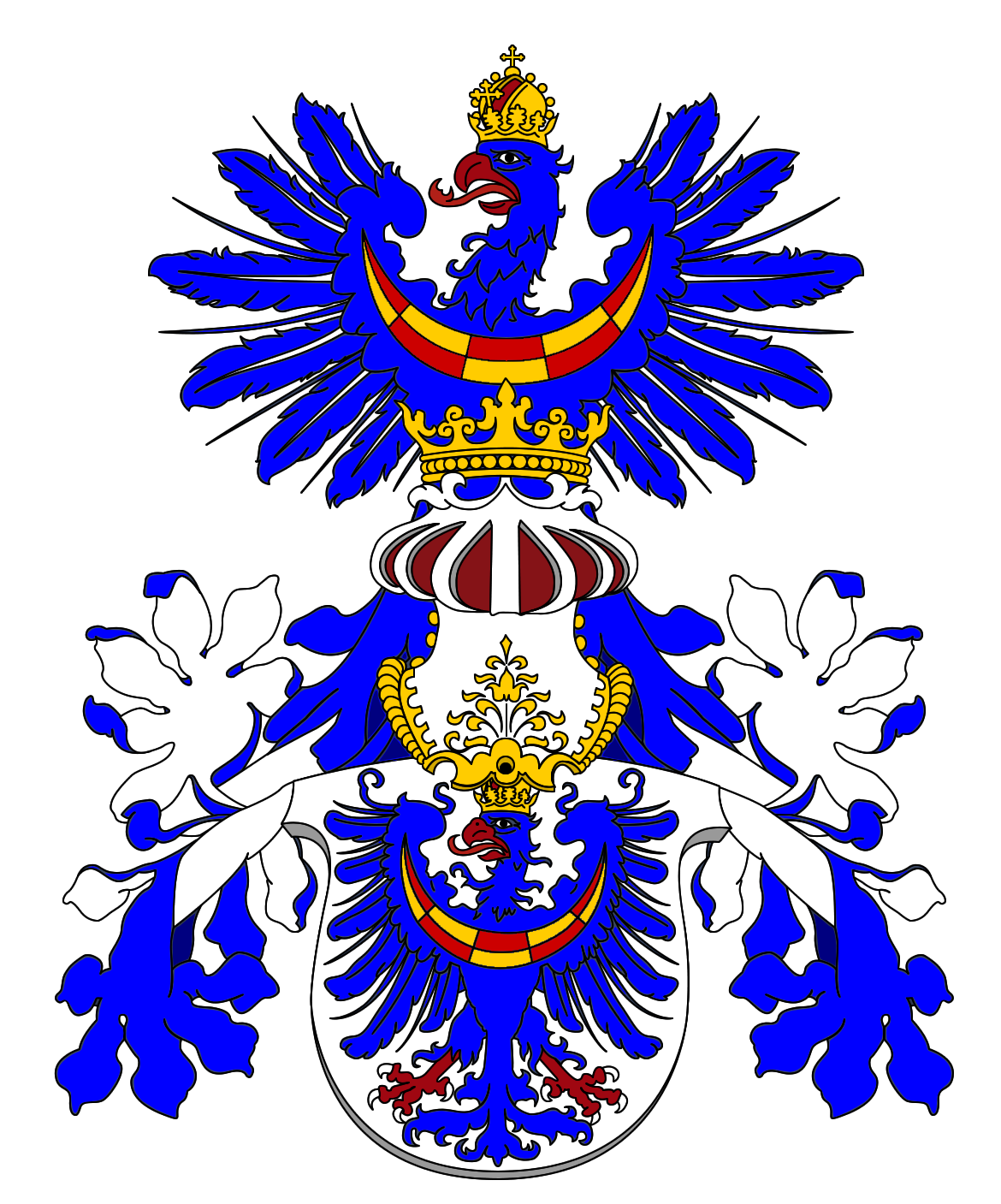
Znak Kraňska

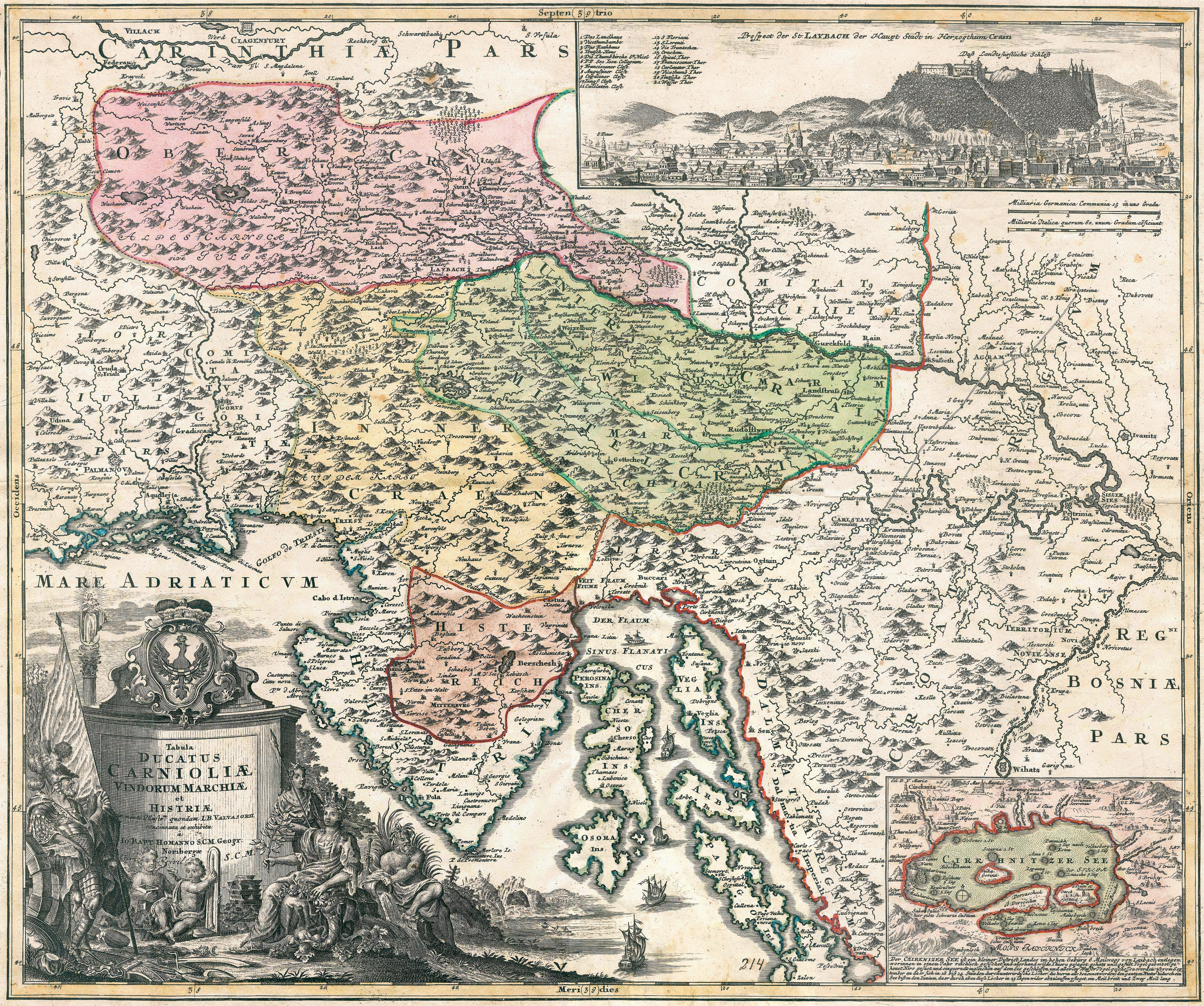
Horní, Střední, Vnitřní Kraňsko (Krain). dole Istrie (1714)

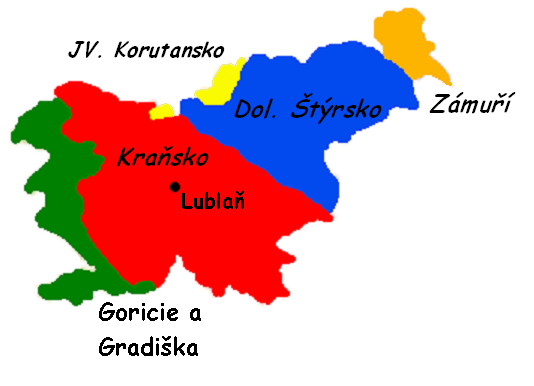
Historické Kraňsko na mapě současného Slovinska

Kraňsko nebo též Krajina (slovinsky Kranjska; německy Krain; latinsky Carniola) je historická země. Téměř celá náleží v současnosti Slovinsku, pouze malý severozápadní výběžek, v němž se nachází Fusine in Valromana, náleží Itálii. Kraňsko se rozkládá kolem řeky Sávy na rozloze 10 033 km². Leží mezi Rakouskem (Korutany) na severu a Chorvatskem (Istrií a Středním Chorvatskem) na jihu; v rámci samotného Slovinska pak zemi ohraničuje ze západu Gorice spolu se slovinskou částí Istrie (obojí spojeno do Slovinského přímoří) a z východu Dolní Štýrsko. Tradičně se dělí na Horní, Dolní (tzv. Vindická marka) a Vnitřní Kraňsko.
Historickými hlavními městy byly Kranj a později (od 14. století) Lublaň.

## Dějiny

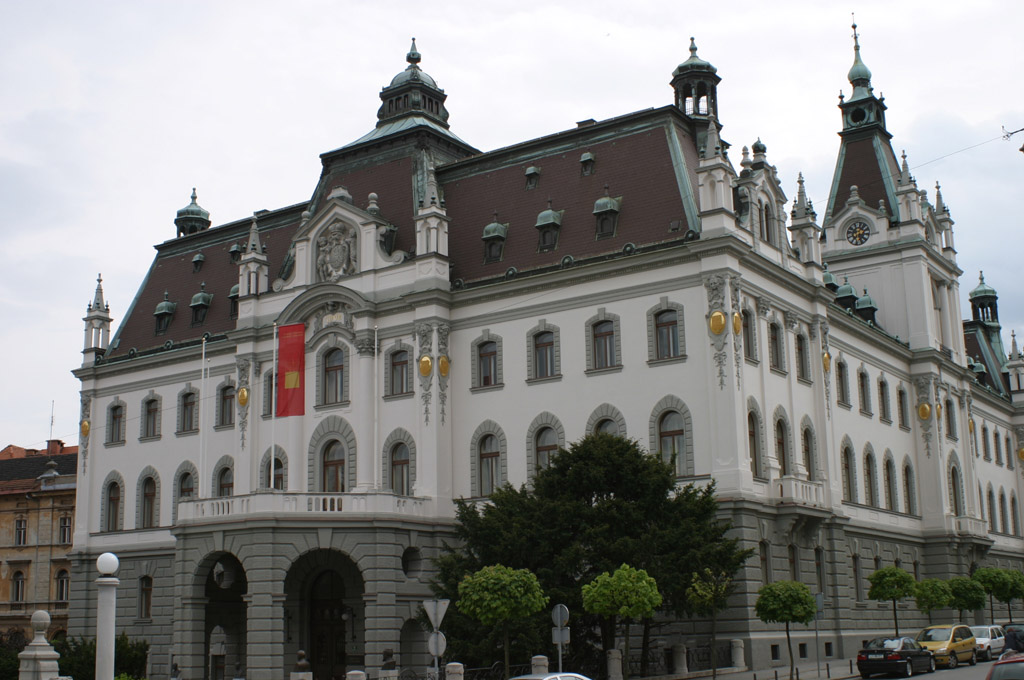
Budova bývalého Kraňského zemského sněmu v Lublani (v roce 1902 ji postavil český architekt Jan V. Hráský)

Prvními historickými obyvateli Kraňska byli podle Hérodota Illyrové. Ve 4. století př. n. l. území obsadily některé keltské kmeny (Carni/Καρνίοι – a to i benátskou provincii Karnii a Korutany/Kärnten) a v 1. století př. n. l. si oblast podmanila Římská říše. Po ostrogotské a langobardské nadvládě v 5. a 6. století začaly do Kraňska pronikat avarské a slovanské kmeny. Je možné, že území bylo součástí Sámovy říše.
V souvislosti s výboji Karla Velikého proti Bavarům se Kraňsko dostalo pod franskou nadvládu. K roku 973 se poprvé uvádí jako samostatné území pod jmény Carniola… vulgo Creina (název značí hraniční kraj, tak jako srbská Krajina v Bosně, nebo nynější  Ukrajina). Od té doby se také datuje kolonizace země Němci. Od roku 976 spadá Kraňsko pod vévodství korutanské a stalo se objektem zájmu okolních zeměpánů, zejm. patriarchů aquilejských a vévodů rakouských. Ve sporech o korutanské dědictví ve 13. století vystoupil se svým nárokem také český král Přemysl Otakar II., který se stal držitelem Kraňska v letech 1269–1276. Po jeho pádu se Kraňsko stalo majetkem tyrolských hrabat a od roku 1335 bylo součástí habsburských držav.
Za napoleonských válek bylo Kraňsko součástí tzv. Ilyrských provincií náležejících Francii, po „Bitvě národů“ (1813) se však dostaly zpět pod rakouskou vládu. V letech 1816–1849 tvořilo část Ilyrského království, poté bylo do roku 1918 jednou z korunních zemí Rakousko-Uherska s titulem vévodství. V rámci monarchie disponovalo zemskou autonomií, jejímž nejvyšším legislativním orgánem byl Kraňský zemský sněm, na kterém od konce 19. století převažovaly slovinské politické strany. Po první světové válce se většina Kraňska stala součástí Státu Slovinců, Chorvatů a Srbů (a s ním pak součástí Království Srbů, Chorvatů a Slovinců), západní části však získala Itálie. V rámci Státu Slovinců, Chorvatů a Srbů a poté i v rámci Království Srbů, Chorvatů a Slovinců bylo Kraňsko začleněno do nově ustavené země Slovinska, zrušené roku 1924. Po druhé světové válce Itálie ztratila, ve prospěch Jugoslávie, téměř celou svoji část Kraňska, z níž jí zůstala pouze vesnice Fusine in Valromana. Od té doby je téměř celé Kraňsko součástí znovuustaveného Slovinska.